# Alconeura derecta
Alconeura derecta är en insektsart som beskrevs av Griffith 1938. Alconeura derecta ingår i släktet Alconeura och familjen dvärgstritar. Inga underarter finns listade i Catalogue of Life.